# Ах, эти жмурки!
«Ах, эти жмурки!» — российский кукольный мультфильм для малышей режиссёра Ивана Уфимцева по сценарию его жены Элеоноры Тадэ. Вместе с Леонидом Шварцманом Уфимцев создал историю, разыгранную животными, — о честности, порядочности, доброте и взаимовыручке.
Сиквел мультфильма «Деревенский водевиль» 1993 года.

## Сюжет
Действие фильма происходит на скотном дворе рязанской деревушки. Невинная игра в жмурки становится причиной недоразумений, из-за которых едва не рушится семейное счастье пингвина из Антарктиды и скромной курицы Пеструшки. Пингвин, играя со своими цыплятами в жмурки, случайно целует корову, из-за чего местные куры-сплетницы Изабель и Агнесса, влюблённые в него, оповестили об этой якобы «измене» жену, и та отшила бедолагу. А соседки решили заполучить его каждая себе, отчего пингвину даже приходится прыгать в колодец. Но всё в конце заканчивается хорошо: «утопленник» оказывается цел и невредим и возвращается к супруге.

## Съёмочная группа
- Автор сценария: Элеонора Тадэ
- Режиссёр-постановщик: Иван Уфимцев
- Художник-постановщик: Леонид Шварцман
- Кинооператор: Игорь Дианов
- Композитор: Алексей Шелыгин
- Звукооператор: Борис Фильчиков
- Художники-аниматоры: Татьяна Молодова, Сергей Косицын
- Куклы и декорации: Александр Максимов, Владимир Конобеев, Владимир Алисов, Олег Масаинов, Виктор Гришин, Нина Молева, Наталия Гринберг, Николай Закляков, Наталия Барковская
- Редактор: Наталья Абрамова
- Монтажёр: Галина Филатова
- Директор: Алина Власова

## Роли озвучивали
- Евгений Весник — пес Ромуальд
- Всеволод Ларионов — пингвин / щенок
- Людмила Гнилова — курица Агнесса
- Надежда Румянцева — курица Изабель
- Елена Санаева — свинья Лауренсия
- Екатерина Уфимцева — курица Пеструшка
- Алексей Шелыгин — корова Розалинда